# 卢东亮
卢东亮（1973年12月—），男，汉族，辽宁康平人，中华人民共和国政治人物。曾任中国铝业股份有限公司党委书记、董事长，中共大同市委书记等职。现任中共山西省委副书记、山西省人民政府党组书记、省长。中共二十届中央候补委员。

## 生平

### 中铝
2016年4月，任中国铝业公司（2017年12月更名为中国铝业集团有限公司）党组成员、副总经理。2018年2月，任中铝股份总裁。2019年2月，接任中铝股份董事长。

### 山西
2020年5月，任山西省副省长。2021年10月，升任中共山西省委常委。同年11月，卸任山西省副省长，转任大同市委书记。2022年10月召开的中共二十大上，48岁的卢东亮当选为第二十届中央委员会候补委员。
2024年12月6日，他再次出任山西省人民政府副省长，并主持省政府常务工作，分管发展改革、财政、金融、应急安全等工作，同时兼任山西省委军民融合办主任，省委金融办主任、省委金融工委书记，是当时中国最年轻的常务副省长。同月21日，不再兼任大同市委书记。
2025年5月30日，升任中共山西省委副书记。次月3日，任山西省人民政府代省长、党组书记，晋升正部级，成为当前中国最年轻的正部级官员以及最年轻的省级政府一把手。
2025年6月16日，当选山西省人民政府省长。